# Niederländische Literatur

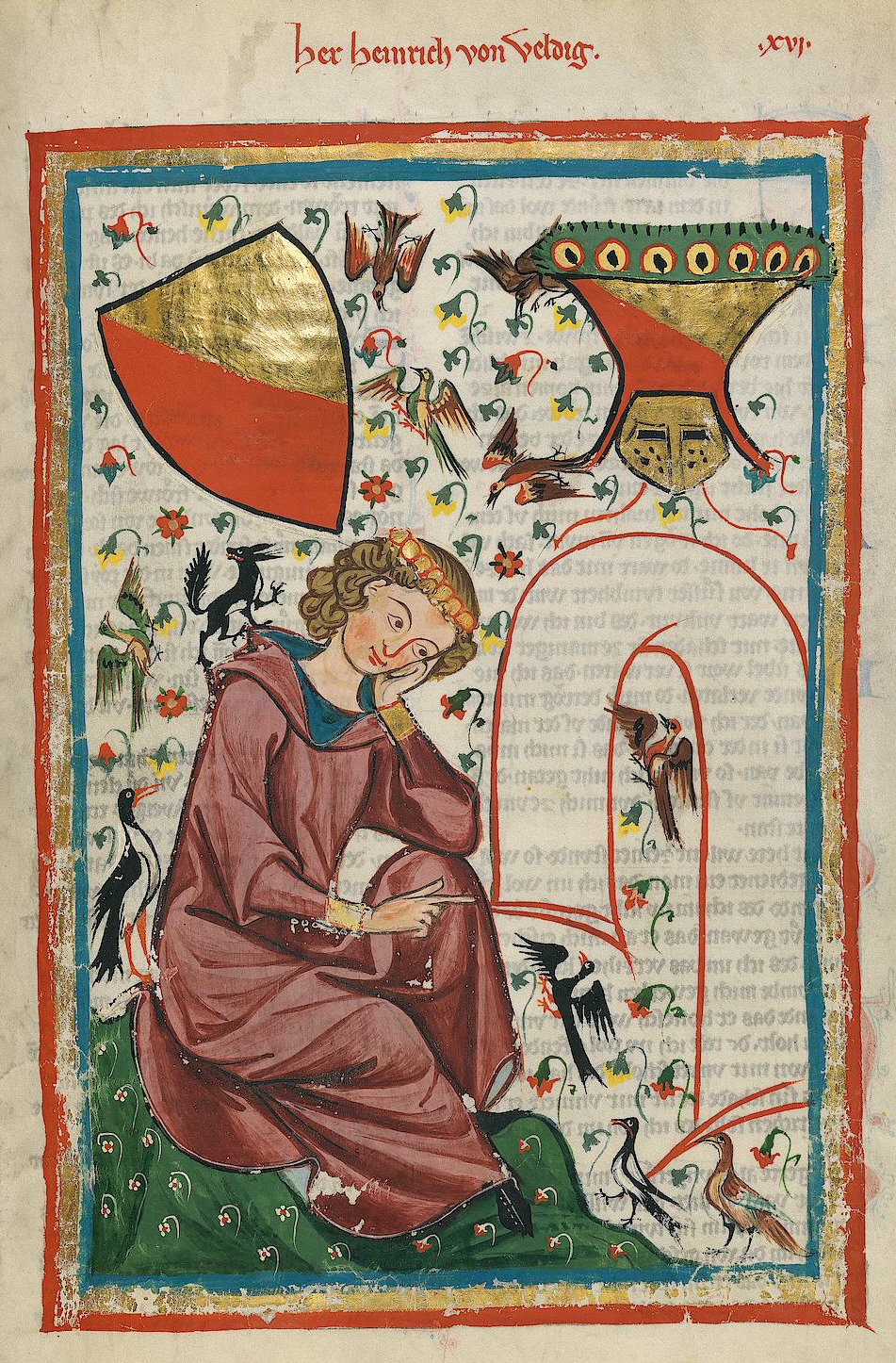
Heinrich von Veldeke

Niederländische Literatur nennt man die Literatur, die in niederländischer Sprache verfasst wurde. Auch die niederländischsprachige Literatur Belgiens  zählt also zur niederländischen Literatur.

## Mittelalter
Als ältestes erhaltenes Zeugnis der niederländischen Literatur wird häufig der 1933 in einer englischen Handschrift entdeckte Vers Hebban olla vogala aus dem 11. Jahrhundert angesehen, wiewohl die genaue sprachliche Zuordnung zeitweilig strittig war. Die ältesten überlieferten Literaturwerke in einem niederländischen Dialekt sind Schriften aus dem 12. Jahrhundert von Heinrich von Veldeke (ndl. Hendrik van Veldeke), der auch zur deutschen Literatur gezählt wird. Er verfasste eine Servatiuslegende, verschiedene Minnelieder und eine auf dem französischen Roman d’Énéas beruhende Bearbeitung der Aeneis. Im 13. Jahrhundert entstand eine reiche Lyrik mit Werken wie dem höfischen Roman Walewein, den mystischen Gedichten der Hadewijch und der beliebten Beatrijs-Dichtung. Unbedingt sollte auch das flämische Tierepos Van den vos Reynaerde genannt werden, dessen Stoff ebenfalls im weiteren Europäischen Kulturkreis jener Jahrhunderte zurückzuverfolgen ist, wenn auch meist nicht gleich gesellschaftskritisch in Worte gefasst ist wie hier.
In den nördlichen Niederlanden war das erste wichtige Werk die Melis Stoke zugeschriebene Rijmkroniek van Holland (13. und 14. Jahrhundert). Das Werk Jacob van Maerlants markierte den Aufstieg des Bürgertums im späten 13. Jahrhundert. Er verfasste naturwissenschaftliche höfische Romane, Geschichtswerke und Poesie wie die enzyklopädische Naturgeschichte in Versen Der naturen bloeme und den ältesten Gralsroman der niederländischen Literatur, Historie van den Grale en Merlijns Boeck.
Eine wichtige Stelle nahmen im 15. und 16. Jahrhundert die städtischen Rederijkers ein. Zu nennen sind weiterhin der Humanist Erasmus von Rotterdam, Dirck Volckertszoon Coornhert und Philips van Marnix.

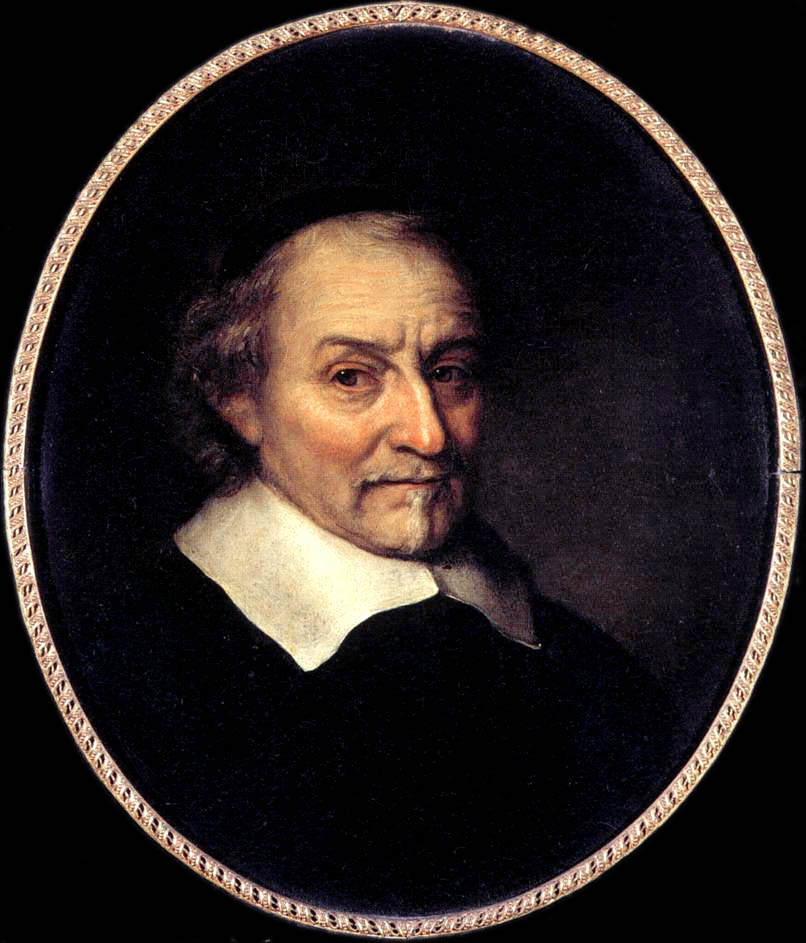
Joost van den Vondel, 1665

## Das goldene Zeitalter
Das goldene Zeitalter der niederländischen Literatur fiel mit der Gründung der Republik der Sieben Vereinigten Niederlande zusammen. Großes Ansehen genossen die moralischen Werke von Jacob Cats. Weitere bedeutende Schriftsteller dieses Zeitalters waren Pieter Corneliszoon Hooft (Geeraerdt van Velsen), Constantijn Huygens und Gerbrand Bredero (De Spaansche Brabander), aber vor allem Joost van den Vondel.
Die bedeutendsten südniederländischen Schriftsteller der Renaissance waren Carel van Mander und Jonker van der Noot. Der wichtigste Autor der 1. Hälfte des 17. Jahrhunderts war der am französischen Klassizismus orientierte Pieter Langendijk, der wichtigste Lyriker Hubert Kornelisz. Poot.

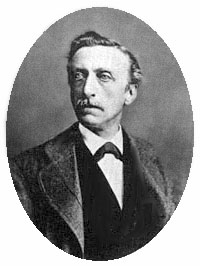
Multatuli, alias Eduard Douwes Dekker

## Die Aufklärung und das 19.Jahrhundert
Die Aufklärung wurde in den nördlichen Niederlanden vor allem repräsentiert von Justus van Effen mit seiner moralischen Wochenschrift De Hollandsche Spectator. Andere bedeutende Vertreter waren Rhijnvis Feith, Elisabeth Maria Post und die Freundinnen Betje Wolff und Aagje Deken. Sie schrieben gemeinsam einige realistisch-empfindsame Briefromane wie De historie van mejuffrouw Sara Burgerhart (1782).
Bedeutende Frühromantiker waren Rhijnvis Feith und Willem Bilderdijk. Bilderdijk war die Leitfigur der politischen und religiösen Bewegung Réveil, zu der auch Isaäc da Costa, Willem de Clercq und Guillaume Groen van Prinsterer zählten. In Belgien war der sogenannte „westflämische Partikularismus“ von Guido Gezelle bedeutend.
Ein wichtiger Theoretiker war Jacobus Geel. Organ der Romantik in den Niederlanden wurde Everhardus Johannes Potgieters De Gids. Historische Romane verfassten Jacob van Lennep, Anna Louisa Geertruida Bosboom-Toussaint, H.J. Schimmel und der Flame Hendrik Conscience, humoristische Werke Nicolaas Beets, Klikspaan und Piet Paaltjens. Der wichtigste Autor des 19. Jahrhunderts war Multatuli (Eduard Douwes Dekker), dessen Max Havelaar oder die Kaffeeversteigerungen der Niederländischen Handels-Gesellschaft, eine Satire auf den niederländischen Kolonialismus, sehr einflussreich war.

## Beginn der Moderne

### Die Achtziger
Einen Wendepunkt in der niederländischen Literaturgeschichte und den Beginn der modernen niederländischen Literatur markiert die Bewegung der Achtziger (ndl. Tachtigers) in den achtziger Jahren des 19. Jahrhunderts. Sie gilt als späte Fortsetzung der Romantik und gleichzeitig als Reaktion darauf. Zu den führenden Vertretern gehören Willem Kloos, Frederik van Eeden (De kleine Johannes), Lodewijk van Deyssel und Albert Verwey. Zu ihrem Sprachrohr wurde – in Anknüpfung an Potgieters ältere Publikation – die Zeitschrift De Nieuwe Gids. Sie wenden sich gegen die bis dahin in der Poesie herrschenden Themen wie Religion, Moral, Tugend oder Lebenshilfe. Die Tachtigers wendeten sich scharf gegen die „Hausbackenheit der Literatur“ und suchten damit Anschluss an die im Ausland vorherrschenden Literaturströmungen der englischen Romantik, des französischen Naturalismus und Impressionismus. Kunst soll um ihrer selbst willen gemacht werden und die Schönheit soll im Mittelpunkt stehen. Lyrik ist für sie der Ausdruck individuellster Emotionen eines Dichters und richtet sich an außergewöhnliche Menschen. Der Dichter soll seine einzigartigen Gefühle mit einzigartigen sprachlichen Mitteln ausdrücken und so eine Einheit von Form und Inhalt herstellen.
Die Achtziger sind auch bekannt für ihre neue Form der Selbstdarstellung, die sich vor allem in einer starken Polemisierung gegen das bisher Dagewesene bemerkbar machte. Eine Gegenbewegung führten Carel Steven Adama van Scheltema (1877–1924) und Herman Gorter (Mei).

### Naturalismus
Die Umwälzungen, die die Achtziger in der Lyrik vollzogen, fanden ähnlich auch in der Prosa statt. In Anlehnung an den französischen Naturalismus der späten 1860er Jahre entstand in den Niederlanden ein Naturalismus wissenschaftlicher Prägung. Als Begründer gilt Marcellus Emants, der den Menschen als durch Vererbung, sozialen Hintergrund und persönliche Erlebnisse determiniert ansah. Die typische Erzählform naturalistischer Prosa ist die erlebte Rede, die dem Leser einen direkteren Zugang zu den Gedanken der Charaktere ermöglichen soll.

### Fin de Siècle
Im Fin de siècle kommen verschiedene geistige Strömungen zusammen, wie die letzten Züge des Symbolismus, des Dekadentismus und des Ästhetizismus. Es ist die Zeit des Jugendstils, aber auch der ersten Expressionisten. Internationale Anerkennung gewann in dieser Periode Louis Couperus (1863–1923; De boeken der kleine zielen). Zu nennen seien auch Arthur van Schendel (1874–1946), und die Flamen Stijn Streuvels (1871–1969) und Herman Teirlinck (1879–1967).

## Nach dem Ersten Weltkrieg
Wichtige Vertreter der niederländischen Literatur nach dem Ersten Weltkrieg waren Ferdinand Bordewijk (1884–1965; Neue Sachlichkeit), der Vitalist Hendrik Marsman (1899–1940) und die Gruppe um die Zeitschrift Forum, herausgegeben von Edgar du Perron (1899–1940) und Menno ter Braak (1902–1940). Zu dieser Gruppe gehörte auch Simon Vestdijk (1898–1971). Wichtige flämische Autoren der Zwischenkriegszeit waren Paul van Ostaijen (1896–1928; Expressionismus), Willem Elsschot (1882–1960), Gerard Walschap (1898–1989), Marnix Gijsen (1899–1984). Populär war Felix Timmermans (1886–1947); bekannt wurde auch Hubert Lampo (1920–2006; magischer Realismus).

## Nach dem Zweiten Weltkrieg
Nach dem Zweiten Weltkrieg brachen Dichter wie Lucebert (1924–1994), Gerrit Kouwenaar (1923–2014), Remco Campert (1929–2022), Simon Vinkenoog (1928–2009), Leo Vroman (1915–2014) und Hans Andreus (1926–1977) mit vielen Konventionen. In der Nachkriegspoesie sind zwei Gruppen zu unterscheiden: die hermetische um die Zeitschrift Raster, zu der Gerrit Kouwenaar und Cees Nooteboom gehören, und die neosymbolistische Gruppe um die Zeitschrift De Revisor mit Jan Kuijper und Willem Jan Otten. Sonstige wichtige Dichter sind Gerrit Achterberg (1905–1962), Gerrit Komrij und Annie M. G. Schmidt (1911–1995). Führende Kritiker: H.A. Gomperts (1915–1998), Paul Rodenko (1920/1976) und Kees Fens (1929–2008).
Politisches Engagement findet man vor allem in den Werken von Willem Frederik Hermans (1921–1995), der zugleich ein Meister doppelbödiger Realitätsdarstellung ist, und Harry Mulisch (1927–2010); soziales Engagement bei den Flamen Louis Paul Boon (1912–1979) und Hugo Claus (1929–2008). Andere führende Nachkriegsautoren sind Gerard Reve (1923–2006; De avonden (Die Abende), Nader Tot U (Näher Zu Dir)), Anna Blaman (1905–1960), Cees Nooteboom, Jan Wolkers (1915–2007), Hella Haasse, Anton Koolhaas (1912–1992) und Rudi Kousbroek (1929–2010); ab den 80er Jahren J. Bernlef, A. F. Th. van der Heijden, Connie Palmen, Maarten ’t Hart, Boudewijn Büch (1948–2002), Leon de Winter, Charlotte Mutsaers und Jan Siebelink, der den erfolgreichsten Roman der Nachkriegsgeschichte (Knielen op een bed violen) verfasste. In Belgien sind Monika van Paemel, Kristien Hemmerechts, Tom Lanoye und Herman Brusselmans zu nennen.

### Generatie Nix
Die Generatie Nix (sinngemäß: „Verlorene Generation“) war ein Sammelname für mehrere junge niederländische Schriftsteller die in den 1990er Jahren debütierten. Autoren, die so genannt wurden, waren Ronald Giphart, Rob van Erkelens, Joris Moens, Hermine Landvreugd und Don Duyns. Darüber hinaus wurden auch andere Schriftsteller an den Begriff verbunden wie Arnon Grunberg, der in Deutschland unter dem Namen Arnon Grünberg herausgegeben wird, Jerry Goossens, Serge van Duynhoven und Joost Zwagerman. Gemeinsam sind diesen eine pessimistische oder gar nihilistische Thematik und der oft „rau-realistische Stil“, mit Themen wie Popkultur und Sexualität.
Gerbrand Bakker macht in Knecht alleen (2020) seine Depression zum Thema. Seine Romane zeichnen sich durch sachliche, präzise Beobachtung aus.
2016 waren die Niederlande und Flandern Gastland der Frankfurter Buchmesse, wobei Arnon Grunberg die Eröffnungsrede hielt.

## Kanonisierung
Im Jahr 2002 veröffentlichte die Digitale Bibliotheek voor de Nederlandse Letteren nach einer Befragung von Mitgliedern der Maatschappij der Nederlandse Letterkunde einen niederländischen Literaturkanon, der die Klassiker der niederländischen Literatur zusammentragen möchte. Ein ähnliches Ziel verfolgt der im Frühjahr 2015 publizierte dynamische Kanon der Koninklijke Academie voor Nederlandse Taal en Letteren, der einen Kanon aus flämischer Perspektive darstellt. Beide Listen verstehen sich auch als Leitfaden für den Unterricht.